# Ling Xiao
Ling Xiao é a matemática cujas pesquisas tratam sobre geometria diferencial, em particular fluxo geométrico e sua associação com equações diferenciais parciais. Ela é uma professora de matemática associada da Universidade de Connecticut.

## Educação e carreira
Xiao recebeu seu título de Doutorado em Matemática pela Universidade Johns Hopkins em 2013, com a dissertação Flow Problems in Hyperbolic Space, orientada pelo matemático Joel Spruck.
Após sua pesquisa de pós-doutorado no Instituto de Ciências Matemáticas Simons Laufer em Berkeley, Califórnia, e posições de pós-doutorado de curto prazo como professora visitante assistente  na Universidade Cornell e professora assistente Hill na Universidade Rutgers, ela obteve uma posição como assistente permanente na Universidade de Connecticut em 2017. Ela obteve estabilidade como professora associada em 2023.
Em 2024, ela é uma pesquisadora membra do Simons Laufer Mathematical Sciences Institute.

## Reconhecimento
Xiao é a laureada de 2025 do Prêmio Memorial Ruth I. Michler da Associação para Mulheres em Matemática, concedido "por suas realizações de pesquisa em análise geométrica e equações diferenciais parciais", incluindo "contribuições significativas para o estudo de fluxos de curvatura no espaço euclidiano e no espaço de Minkowski, e para o problema de Plateau assintótico para hipersuperfícies de curvatura constante no espaço hiperbólico".